# Ангел Митрев
Ангел Митрев, известен и като Героя или Геройски, е български общественик, дисидент, репресиран заради активното отстояване на македонската българщина.

## Биография
Роден е в 1919 година в Скопие, тогава в Кралството на сърби, хървати и словенци. Развива обществена дейност в защита на българите в Македония под сръбска власт и дава гласност на българската си идентичност, за което е преследван от властите. За пробългарска дейност е осъден на пет години затвор. Излежава присъдата си в концентрационния лагер в Идризово и в каменоломните в Добой.
По-късно, в 1977 година е съден отново заедно с Петър Захаров и Лазар Крайничанец за пробългарска дейност - за твърдението, че македонците са българи. Митрев и Крайничанец са арестувани по обвинение, че четат „Ранни спомени“ на Симеон Радев и изданието на Българската академия на науките „Македонският въпрос - историческа справка“, за което след няколкомесечни изтезания и затвор Митрев е осъден на пет години за вражеска пропаганда, а Крайничанец - на пет години и половина.
В интервю по македонския въпрос Ангел Митрев описва ситуацията на българите в Македония под сръбска власт:
| „ | Асимилаторската машина повече от 70 години меле непрекъснато и да не се чудим защо хората са забравили собствения си език и не знаят много важни неща за собствената си история, за живота на дедите си. Но българските корени са дълбоки и мисля, че времето ще си каже думата. | “ |

Умира в 2008 година.